# Lukman (sura)
Lukman (arabsko Luqman) je 31. sura (poglavje) v Koranu, ki jo sestavlja 34 ajatov (verzov). Je meška sura.
Med opravljanjem molitve (salata oz. namaza) pri tej suri verniki opravijo 4 ruku'jev (priklonov).